# Manifestació per a un habitatge digne a Andorra
La manifestació per a un habitatge digne a Andorra, que dugué el lema «Ja n'hi ha prou, per un habitatge digne!», fou una mobilització per demanar accés a l'habitatge digne, convocada el 8 de desembre de 2023 a les Escaldes.
L'assistència segons els organitzadors fou de més d'entre 2.000 i 3.000 persones a dos quarts de vuit del vespre en començar la marxa, que es concentrà primer a plaça Coprínceps d’Escaldes-Engordany i després es mobilitzà baixant per l'avinguda de Meritxell fins a la plaça de Bombers. El recorregut proposat inicialment fou prohibit pel Govern d'Andorra, que al·legà motius de seguretat i plantejà un segon recorregut que evità el carrer de la Unió i la Dama de Gel. La marxa demanà que el govern prengués decisions i implantés solucions eficaces per tal de posar fi a l'especulació immobiliària i als abusos. S'hi cridaren proclames en pro del dret a l'habitatge i també en contra del cap de govern Xavier Espot i la ministra d'Habitatge, Conxita Marsol.